# Molophilus (Molophilus) bierigi
Molophilus (Molophilus) bierigi is een tweevleugelige uit de familie steltmuggen (Limoniidae). De soort komt voor in het Neotropisch gebied.